# 민경욱
민경욱(閔庚旭, 1963년 6월 17일~)은 대한민국의 언론인, 정치인이다. KBS 9시 뉴스 앵커, 대통령비서실 홍보수석비서관실 대변인, 자유한국당 소속 국회의원이었다.

## 생애
1963년에 경기도 인천시(현재의 인천광역시)에서 여흥 민씨 가문 출신인 아버지 민왕기(閔旺基)와 경주 이씨 가문 출신인 어머니의 아들로 태어났다. 인천신흥초등학교, 동인천중학교, 송도고등학교를 졸업했고 연세대학교에서 행정학과 석사, 국제학대학원 행정학 석사 학위를 취득했다. 1990년에 공보처 해외공보관 외신부 전문위원, 연합통신(현재의 연합뉴스) 외신부 촉탁위원으로 근무했고 1991년에 KBS 보도국 소속 기자로 입사하면서 언론인으로 활동했다.
1993년에 KBS청주방송총국 기자로 근무했고 1994년부터 KBS 보도국 사회부, 정치부, 기동취재부, 보도제작국 기자로 근무했다. 2001년 11월 5일부터 2004년 4월 30일까지 KBS 2TV에서 방송된 뉴스 프로그램인 KBS 뉴스 7, KBS 뉴스 8의 앵커를 맡았고 2004년 7월부터 2007년 7월까지 KBS 워싱턴 특파원으로 활동했다. 2007년 7월부터 KBS 보도국 정치부 차장을 역임했고 2008년부터 2010년까지 KBS 1TV에서 방송된 토론 프로그램인 생방송 심야토론의 진행자를 맡았다. 2011년 1월 1일부터 2013년 10월 18일까지 KBS 뉴스 9의 평일 앵커를 맡았으며 2013년 12월부터 KBS 보도국 문화부장을 역임했다.
2014년 2월부터 2015년 10월까지 박근혜 정부에서 대한민국 대통령비서실 홍보수석실 대변인을 역임하면서 친박계 인사로 분류되었고 2016년에 실시된 대한민국 제20대 국회의원 선거에서 새누리당 인천 연수구 을 후보로 출마하면서 당선되었다. 2016년 5월에는 새누리당 원내대변인을 역임했고 2016년 12월부터 2017년 12월까지 자유한국당 원내부대표를 역임했다. 2020년에 실시된 대한민국 제21대 국회의원 선거에서는 민현주 전 새누리당 대변인과의 경쟁을 벌이다가 미래통합당 인천 연수구 을 후보로 공천했으나 더불어민주당의 정일영 후보에 패배하면서 낙선했다. 그 뒤로 제21대 국회의원 선거 사전투표가 조작되었다는 음모론을 제기했다가 2020년 12월 14일에 김종인 국민의힘 비상대책위원장으로부터 김소연과 함께 당협위원장 자격을 박탈당했다.

## 학력
- 효열국민학교 전학
- 인천신흥국민학교 졸업
- 동인천중학교 졸업
- 송도고등학교 졸업
- 연세대학교 사회과학대학 행정학 학사
- 연세대학교 국제학대학원 행정학 석사

## 경력
- 1990년 7월: 공보처 해외공보관 외신부 전문위원
- 1991년 5월: 연합통신 외신부 촉탁위원
- 1991년 12월: KBS 보도국 정치부 기자
- 1993년 2월: KBS청주방송총국 기자
- 1994년 2월: KBS 보도국 사회부 기자
- 1995년 2월: KBS 보도국 정치부 기자
- 1996년 1월: KBS 기동취재부 기자
- 1998년 5월: KBS 보도제작국 기자
- 2000년 7월: KBS 뉴스 9 편집부 기자
- 2004년 7월~2007년: KBS 워싱턴 특파원
- 2007년 7월: KBS 보도국 정치부 데스크
- 2013년 12월~2014년 1월: KBS 보도국 문화부장
- 2014년 2월~2015년 10월: 대통령비서실 홍보수석실 대변인
- 2016년 5월: 새누리당 원내대변인
- 2016년 4월 13일: 대한민국 제20대 국회의원 선거 당선(인천 연수구 을, 새누리당, 초선)
- 2016년 5월~2020년 5월: 제20대 국회의원 (인천 연수구 을, 새누리당→자유한국당→미래통합당, 초선)
- 2016년 5월~2017년 2월: 새누리당 인천광역시당 연수구 을 당원협의회 위원장
- 2016년 6월~2018년 5월: 제20대 국회 전반기 운영위원회 위원
- 2016년 6월~2017년 7월: 제20대 국회 전반기 미래창조과학방송통신위원회 위원
- 2016년 6월~2018년 5월: 제20대 국회 전반기 예산결산특별위원회 위원
- 2016년 12월~2017년 2월: 새누리당 원내부대표
- 2017년 2월~2018년 2월: 자유한국당 인천광역시당 연수구 을 당원협의회 위원장
- 2017년 2월~2017년 12월: 자유한국당 원내부대표
- 2017년 7월~2019년 3월: 자유한국당 홍보위원장
- 2017년 7월~2018년 6월: 제20대 국회 전반기 과학기술정보방송통신위원회 위원
- 2017년 8월~2019년 3월: 자유한국당 인천광역시당 위원장
- 2017년 12월~2018년 12월: 자유한국당 정책위원회 부의장
- 2018년 2월~2018년 5월: 자유한국당 지방선거총괄기획단 대여투쟁본부 위원
- 2018년 3월~2018년 5월: 6.13지방선거 자유한국당 인천광역시당 공천관리위원장
- 2018년 3월~2018년 5월: 자유한국당 좌파정권 방송장악 피해자지원 특별위원회 간사
- 2018년 7월~2020년 5월: 제20대 국회 후반기 국토교통위원회 위원
- 2018년 12월~2020년 2월: 자유한국당 인천광역시당 연수구 을 당원협의회 위원장
- 2019년 3월~2019년 8월: 자유한국당 대변인
- 2019년 3월: 자유한국당 미세먼지특별위원회 위원
- 2019년 7월: 자유한국당 미디어특별위원회 위원
- 2019년 12월~2020년 2월: 자유한국당 원내부대표
- 2020년 2월~2020년 5월: 미래통합당 원내부대표
- 2020년 3월: 미래통합당 전국위원회 부의장
- 2020년 4월~2020년 9월: 미래통합당 인천광역시당 연수구 을 당원협의회 위원장
- 2020년 9월~2020년 12월: 국민의힘 인천광역시당 연수구 을 당원협의회 위원장
- 4.15 부정선거 국민투쟁본부 상임대표
- 2021년 1월~2022년 3월: 국민의힘 인천을 살리는 선거대책위원회 선거대책본부 상임고문
- 한국언론인연합회 운영자문위원
- 송도미래발전연구소장
- 2022년 8월~2024년 2월: 국민의힘 인천광역시당 상임고문
- 2024년 3월~2024년 5월: 초대 가가호호공명선거대한당 공동대표

## 진행

### 텔레비전
| 연도      | 방송사 | 제목            | 출연 | 비고 |
| --------- | ------ | --------------- | ---- | ---- |
| 2001~2002 | KBS2   | KBS 뉴스7(2TV)  | 앵커 |      |
| 2002~2004 | KBS2   | KBS 뉴스 8      | 앵커 |      |
| 2008~2010 | KBS1   | 생방송 심야토론 | 사회 |      |
| 2011~2013 | KBS1   | KBS 뉴스 9      | 앵커 | 평일 |

### 라디오
| 연도      | 방송사        | 제목                      | 출연 | 비고                               |
| --------- | ------------- | ------------------------- | ---- | ---------------------------------- |
| 2008~2009 | KBS 제1라디오 | 안녕하십니까 민경욱입니다 | 앵커 |                                    |
| 2009~2010 | KBS 제1라디오 | KBS 열린토론              | 사회 | 2009년 4월 27일 ~ 2010년 12월 31일 |

## 저서
- 2007년 워싱턴에서 KBS뉴스 민경욱입니다 (ISBN 9788995734360)
- 2012년 기자가 말하는 기자 (ISBN 9788985989633)

## 수상
- 1994년 한국기자협회 이달의기자상
- 1994년 KBS 우수프로그램상 보도부문 금상
- 1995년 KBS 사장 표창
- 1995년 제22회 방송대상 보도기자부문 개인상
- 2002년 KBS 바른언어 대상
- 2003년 근로자의 날 KBS 사장 유공 표창
- 2012년 제39회 한국방송대상 앵커상

## 논란

### 세월호 침몰 사고 관련 논란
JTBC 프로그램 《이규연의 스포트라이트》는 2016년 11월 27일에 방영된 내용을 통해 박근혜 정부 시절에 청와대 대변인으로 활동했던 민경욱이 세월호 침몰 사고 당일인 2014년 4월 16일 오전에 있었던 청와대 브리핑 도중에 "난리 났다"라고 말한 뒤에 웃는 모습이 포착되었다고 보도했다. 민경욱은 2016년 11월 28일에 국회에서 열린 기자 회견을 통해 "텔레비전 카메라 앞에서 브리핑을 하던 도중에 자꾸 틀려서 '난리 났다'라는 이야기를 했고 옆에서 웃고 있던 기자를 따라 웃었다. 세월호 침몰 사고 당시에 청와대 대변인으로 임명된 지 불과 2개월 밖에 지나지 않았던 나는 부임 이후에 일어난 큰 사고로 인하여 긴장감에 시달린 상태였고 외우려고 했던 내용을 몇 번 틀렸고 혼잣말로 '(자꾸 틀려서) 난리 났다'라고 말했다. (JTBC의 방송 편집은) 일종의 방송 사고이자 전형적인 NG 장면이며 이해할 수 없는 의도를 가진 비신사적인 편집이다."고 해명했으나 대중들의 비난은 사그라들지 않았다. 또한 민경욱은 2014년에 세월호 침몰 사고 실종자 가족들이 모여 있던 전라남도 진도군실내체육관에서 컵라면을 먹는 행동으로 인해 논란이 된 서남수 교육부 장관을 옹호하는 발언을 하여 논란이 되었다.

### '유재석, 북으로 가라' 발언 논란
민경욱은 제7회 전국동시지방선거가 열린 2018년 6월 13일에 자신의 페이스북에 방송인 유재석을 비난하는 글을 올려 논란을 빚었는데 유재석은 파란색 모자를 쓰고 사전투표가 있던 투표소를 방문했었다. 민경욱은 파란색이 더불어민주당을 상징하는 색이라는 사실을 이용하여 "유재석을 키운 것은 자유 민주 국민이다. 다시는 인민 국민 날라리들은 꼴도 보기도 싫다. 유재석은 북으로 가기를 바란다."라고 비난하여 논란이 되었는데 네티즌들은 민경욱의 발언이 '억지 주장'이라고 지적했다.

### 지역 주민과 대화 도중 침뱉기 논란
민경욱이 2018년 12월에 자신의 지역구인 인천 연수구 송도신도시 주민을 향해 침을 뱉었다는 글이 인천 송도 맘카페에 게재되어 논란이 벌어졌다. 이 글에 따르면 민경욱은 자신이 잘 지내냐는 인사를 보내자 송도신도시 주민이‘이번 정부에서는 잘 지내고 있다’고 답변한 것에 격분해 고개를 돌려 침을 뱉었고 이에 침을 뱉었냐고 묻자 째려보면서 왜 삐딱하게 구냐고 실랑이를 벌였다고 한다. 민경욱 의원 측은 비염 때문에 침을 뱉었을 뿐 모욕적인 의도는 없었다고 해명하였다.

### 호남 비하 사건
민경욱은 '더러운 동네', '홍어족' 등 호남 지역을 비하하는 글에 좋아요를 눌러 논란을 빚었다.

### 허블레아니호 침몰 사고 관련 논란
민경욱은 2019년 5월 31일에 자신의 페이스북에서 헝가리 부다페스트 도나우강에서 일어난 허블레아니호 침몰 사고로 인하여 사망한 한국인 관광객들의 시신을 수습하기 위해 세월호 구조 경험을 가진 해군 해난 구조대·119 국제구조대를 헝가리 현지에 파견한 행동, 문재인 대통령이 청와대에서 헝가리 현지에 구조 인력을 파견하기 위하여 "가장 중요한 것은 속도이다."라고 발언한 행동에 대하여 "일반인들이 강물 속에 빠졌을 때의 '골든타임'은 3분이다."라고 발언하여 논란이 되었다. 더불어민주당, 바른미래당, 민주평화당, 정의당은 민경욱의 발언을 일제히 비난하는 성명을 발표했다. 민경욱은 "문재인 대통령의 진정성 없는 행동을 비판하기 위한 발언"이라고 해명했으나 논란은 사그라들지 않았다.

### 광복절 기념식 수면 논란
지난 2019년 8월 15일 민경욱은 광복절 제74주년 기념식 때 잠시 조는 모습도 아닌, 아예 그냥 자는 모습이 그대로 카메라에 촬영되었다. 그러나 민경욱이 잤던 행동이 좋은 것은 아니더라도, 논란이 될 만한 것이 전혀 하나도 없는 문제라고 볼 수밖에 없는데, 자신이 쓴 글("잔 건 맞지만 비겁하게 이 사진을 찍어서 공개한 여당 의원 측의 잘못이고 난 잘못이 없다. 걸렸으니까 사과는 한다.") 때문에 더 욕먹었다. 그렇지만 본 사진을 촬영한 사람은 실제로는 국회의원이 아닌 카메라맨이다.

### '4.15 부정선거' 관련 투표 조작설 발언 논란
20대 국회의원인 미래통합당 소속 민경욱은 인천 연수구 을 지역에서 더불어민주당 정일영 후보에게 져 낙선했다. 그러나 신혜식(신의한수), 김세의, 강용석(가로세로연구소), 공병호(공병호TV)를 비롯한 보수주의 성향의 유튜브 채널 등에서 선거 조작 음모론을 제기했고 민경욱도 이에 동조하게 된다. 제21대 총선에 출마하기 위해 재산 34억원을 신고했던 민경욱은 일부 유튜브 등에서 조작 논란이 제기되자 "증거보전신청과 재검토를 한다"고 밝히며 "6,000만원의 후원금을 모금한다"고 밝혔다.
민경욱은 총선 결과를 믿을 수 없다며 김세의, 강용석이 운영하는 보수주의 성향의 유튜브 채널인 가로세로연구소에 출연해 사전투표가 조작됐다는 발언을 하였고, 투표지도 보존 신청해 (재검표 한다 주장) 주목을 받고 있다. 하지만 선관위의 입장이나 전문가의 입장은 다르다. 사전투표 과정에서나, 보관, 개표 과정에서 조작될 일이 전혀 없다는 것이다. 당 내에서도 잇따라 비판이 거세지고 있는 추세이다. 이와 관련해 미래통합당 이준석 최고위원은 "아직도 정신을 못 차렸냐." 라며 선거에 졌으면 이런 거 그만하라는 입장을 내놓기도 하였다.
민경욱은 2020년 5월 11일에 국회 의원회관 대회의실에서 열린 '4‧15총선 의혹 진상규명과 국민주권회복 대회' 기자회견을 통해 "세상이 뒤집어질 만한" 증거를 폭로한다며 투표관리인의 날인이 없는 사전 투표 용지, 경기도 성남시 분당구 을 선거구 관할 지역에서 발견된 서울 서초구 을 선거구의 사전 투표 용지를 공개하면서 사전 투표가 조작되었다는 사실이 입증되었다고 주장했다. 그러나 중앙선거관리위원회는 민경욱의 주장을 적극 반박하면서 민경욱이 경기도 구리시에서 발견된 투표 용지 6장을 탈취한 행위는 "민주적 선거 질서를 해치는 범죄 행위"라고 지적했다.
민경욱은 2020년 5월 21일에 올라온 페이스북 게시글을 통해 "나는 부정 선거에 가담한 프로그래머가 숨겨놓은 암호와 같은 숫자들의 조합을 찾아냈다. 16개의 숫자 배열을 이진법으로 변환하고 앞에 0을 붙여서 변환했더니 'Follow the Party'(팔로우 더 파티)라는 문장이 나왔다. 이 문장은 "영원히 당과 함께 간다"라는 중국 공산당의 구호인 '용위엔껀당조우'(중국어 간체자: 永远跟党走, 정체자: 永遠跟黨走, 병음: Yǒngyuǎn gēn dǎng zǒu 융위안건당쩌우[*], 한자음: 영원근당주)와 비슷한데 '영원'이라는 말을 뜻을 빼고 영어로 변환하면 'Follow the Party'라는 문장이 된다."라면서 문재인 정부가 중국 정부와 내통해서 선거를 조작했다고 주장했다. 이에 하태경 미래통합당 의원은 2020년 5월 25일에 올라온 페이스북 게시글을 통해 민경욱을 향해 "민경욱은 신봉자들에게 주술 정치를 반복하고 괴담을 확산시키고 있다. 주술 정치를 반복하고 싶다면 'Leave the Party'(리브 더 파티, "당을 떠나라"는 뜻)하라."라고 응수했다. 여기에 하태경 의원은 2020년 5월 31일에 국회에서 열린 기자 회견을 통해 "민경욱은 선거 조작 주장을 내세웠을 뿐 중국 해커들이 대한민국 중앙선거관리위원회를 해킹했거나 악성 코드를 심었다는 증거를 제시하지 않았다. 민경욱의 이러한 주장은 대한민국이 좌우를 떠나 국제 망신을 당하는 현상을 만들고 있다."고 지적했다.

### 코로나19 범유행 관련 논란
2020년 1월에 중국 후베이성 우한시에서 일어난 코로나19 범유행의 여파로 인하여 대한민국 정부가 국민 보호 차원에서 우한 현지에 체류하던 대한민국 교민들을 귀환시키기 위해 전세기 출항을 추진했다. 그런데 민경욱 의원은 페이스북에 "대한민국 정부는 전세기 파견에 신중해야 한다.", "문재인 정부의 청와대가 '신종 코로나바이러스 감염증'이라는 용어를 사용할 것을 요청하면서 중국의 눈치를 보고 있다.", "자유한국당을 제외한 소위 '4+1 협의체'(더불어민주당, 바른미래당, 민주평화당, 정의당 + 대안신당)가 국회 예산 편성 과정에서 저소득층을 대상으로 한 마스크 지원 예산 114억 원을 삭감했다."고 주장하는가 하면 코로나 맥주의 가짜 트위터 계정에 올린 글을 트윗하면서 코로나19와 관련된 가짜 뉴스를 유포하여 논란을 빚었다.
민경욱은 2020년 8월 15일에 전광훈 사랑제일교회 목사가 서울 광화문광장에서 주최한 광복절 집회에서 4.15부정선거국민투쟁본부(약칭 국투본) 대표 자격으로 참여했다. 민경욱은 보건소에서 진행된 코로나19 검사 과정에서 음성 판정을 받았는데 사랑제일교회 관련 밀접 접촉자로 분류되어 보건 당국으로부터 자가격리 명령을 받았다. 하지만 2020년 8월 14일에 자가격리 명령을 위반하고 가족들에게 문을 열어달라며 장도리 사진을 보내면서 협박한 혐의로 경찰의 조사를 받기도 했다. 또한 2020년 9월 1일에는 인천광역시 연수구청으로부터 무단 이탈 혐의로 경찰에 고발되기도 했다.

### '2020년 미 대선 = 부정 선거' 주장 논란
민경욱은 2020년 10월 2일에 미국을 방문하여 워싱턴 D.C.에 위치한 백악관, 미국 국회의사당, 미국 연방 대법원 청사 앞에서 피켓 시위를 벌이면서 "2020년 대한민국 국회의원 선거는 부정 선거이며 배후에는 중국이 있다. 대한민국의 선거 제도는 죽었고 민주주의가 위기에 처했다. 조심하지 않으면 미국이 다음 희생양이 된다."라는 주장을 제기했다. 그러던 중에 2020년 미국 대통령 선거에서 공화당 후보로 출마한 도널드 트럼프 대통령이 조 바이든 민주당 후보에게 패배하자 미국에서도 대한민국과 마찬가지로 부정 선거가 자행되었다고 주장했다. 또한 민경욱은 도널드 트럼프 미국 대통령과의 이른바 '민트(민경욱-트럼프) 동맹'을 결성할 것을 주장했다. 이에 대해 하태경 국민의힘 의원은 "2020년 미국 대통령 선거가 부정 선거라고 주장하는 민경욱 전 의원의 행동은 도를 넘었고 국익에 해를 끼치는 국제 망신이다. 국민의힘은 민경욱 전 의원을 제명해야 한다."고 지적했다.
민경욱 전 의원은 자신의 페이스북에 "2020년 미국 대통령 선거에서 조지아주, 펜실베이니아주의 결과가 조작되었다."고 주장하는 내용을 담은 글을 공유했다가 페이스북으로부터 '거짓 정보'로 분류되어 한동안 차단당하기도 했다. 또한 민경욱 전 의원은 2020년 12월 12일에 도널드 트럼프 지지 진영이 워싱턴 D.C.에서 진행한 대선 불복 시위 과정에서 마스크도 착용하지 않고 참여했다는 비판을 받았다.

## 역대 선거 결과
|  | 44.35% |

|  | 39.49% |

|  | 0.10% |

## 같이 보기
- 연수구 을
- 인천 연수구의 국회의원